# Spargania perpendiculata
Spargania perpendiculata là một loài bướm đêm trong họ Geometridae.